# Jean-Jacques Bréard
Jean-Jacques Bréard, född 11 oktober 1751 och död 2 januari 1840, var en fransk revolutionspolitiker.
Bréard hade säte i konstituerade nationalförsamlingen och i konventet. I det sistnämnda tillhörde han jakobinerna och var 1793 en kortare tid medlem av välfärdsutskottet. Bréard tog del i den statskupp, som ledde till Robespierres störtande, och erhöll därefter på nytt säte i välfärdsutskottet. Under tribunatet var Bréard medlem av de gamles råd. Under konsulatet lämnade Bréard lagstiftande församlingen, och 1803 lämnade han politiken.